# 山口県幼稚園一覧
山口県幼稚園一覧（やまぐちけんようちえんいちらん）は、山口県の幼稚園の一覧。

## 国立幼稚園
- 山口大学教育学部附属幼稚園

## 公立幼稚園

### 下関市
- 下関市立桜山幼稚園
- 下関市立向山幼稚園
- 下関市立生野幼稚園
- 下関市立西山幼稚園
- 下関市立江浦幼稚園
- 下関市立清末幼稚園
- 下関市立豊浦幼稚園
- 下関市立川中幼稚園
- 下関市立川中西幼稚園
- 下関市立垢田幼稚園
- 下関市立黒井幼稚園
- 下関市立内日幼稚園
- 下関市立豊東幼稚園
- 下関市立岡枝幼稚園
- 下関市立楢崎幼稚園
- 下関市立西市幼稚園
- 下関市立室津幼稚園
- 下関市立川棚幼稚園
- 下関市立小串幼稚園
- 下関市立神玉幼稚園
- 下関市立第一幼稚園
- 下関市立第二幼稚園
- 下関市立第三幼稚園
- 下関市立第四幼稚園
- 下関市立第五幼稚園

### 宇部市
- 宇部市立博愛幼稚園

### 山口市
- 山口市立仁保幼稚園
- 山口市立大内幼稚園
- 山口市立小鯖幼稚園
- 山口市立宮野幼稚園
- 山口市立平川幼稚園
- 山口市立鋳銭司幼稚園
- 山口市立二島幼稚園
- 山口市立名田島幼稚園
- 山口市立秋穂幼稚園
- 山口市立吉敷幼稚園

### 岩国市
- 岩国市立ちどり幼稚園
- 岩国市立玖珂幼稚園

### 光市
- 光市立つるみ幼稚園
- 光市立やよい幼稚園
- 光市立さつき幼稚園

### 長門市
- 長門市立宗頭幼稚園

### 周南市
- 周南市立菊川幼稚園
- 周南市立須々万幼稚園
- 周南市立桜田幼稚園
- 周南市立大津島幼稚園
- 周南市立富田東幼稚園
- 周南市立福川南幼稚園
- 周南市立八代幼稚園
- 周南市立鹿野幼稚園

### 山陽小野田市
- 山陽小野田市立埴生幼稚園

### 玖珂郡
- 和木町立和木幼稚園

### 熊毛郡
- 上関町立室津幼稚園
- 平生町立平生幼稚園

## 私立幼稚園

### 下関市
- 下関短期大学付属第一幼稚園
- 下関短期大学付属第二幼稚園
- 梅光学院幼稚園
- いちょう幼稚園
- 安岡幼稚園
- 下関国際高校附属幼稚園
- 福王幼稚園
- 泉幼稚園
- 下関天使幼稚園
- 日の出幼稚園
- 海の星幼稚園
- もみじ幼稚園
- めぐみ幼稚園
- 長府幼稚園
- 暁の星幼稚園

### 宇部市
- 宇部フロンティア大学付属幼稚園
- 慈光幼稚園
- 第二慈光幼稚園
- たちばな幼稚園
- 西宇部小百合幼稚園
- 若蔦幼稚園
- 宇部鴻城高校付属幼稚園
- 恩田幼稚園
- 聖和幼稚園
- 明光幼稚園
- 小鳩幼稚園
- 宇部さゆり幼稚園
- 精華幼稚園
- 小松原幼稚園
- 小羽山幼稚園
- 原中央幼稚園
- 光華幼稚園
- 厚東幼稚園
- 船木幼稚園
- 万倉幼稚園

### 山口市
- 山口県鴻城高校付属幼稚園
- 小郡幼稚園
- 阿知須幼稚園
- 野田学園幼稚園
- 明星幼稚園
- 山口中央幼稚園
- 旭幼稚園
- 山口天使幼稚園
- 亀山幼稚園
- 管内幼稚園
- 湯田幼稚園
- 西円寺幼稚園

### 萩市
- 萩光塩学院幼稚園
- 萩幼稚園

### 防府市
- 佐波幼稚園
- 鞠生幼稚園
- 中関幼稚園
- 松崎幼稚園
- 双葉幼稚園
- 右田幼稚園
- 牟礼幼稚園
- 東牟礼幼稚園
- 玉祖幼稚園
- 多々良学園附属幼稚園
- えんしん幼稚園
- 華城幼稚園
- 瑞祥幼稚園
- 暁の星幼稚園
- 山口短期大学附属幼稚園
- 西浦幼稚園

### 下松市
- 下松暁の星幼稚園
- 笠戸島幼稚園
- 四恩幼稚園
- 第二四恩幼稚園
- 江口幼稚園
- 下松慈光幼稚園
- 妹背幼稚園
- 久保幼稚園
- 末光幼稚園
- 下松幼稚園
- 鋼鈑幼稚園

### 岩国市
- 岩国東幼稚園
- 藤河幼稚園
- 岩国南幼稚園
- 灘幼稚園
- 岩国中央幼稚園
- 日照幼稚園
- みはと幼稚園
- 岩国むつみ幼稚園
- 藤生幼稚園
- 岩国川下幼稚園
- 岩国染香幼稚園
- 室木幼稚園
- 北河内幼稚園
- 岩国聖母幼稚園
- 今津幼稚園
- 法寿幼稚園
- 顕真幼稚園
- 岩国めぐみ幼稚園
- 光顔幼稚園
- 岩国幼稚園

### 光市
- 聖光幼稚園
- 光天使幼稚園
- マリア幼稚園
- 三輪幼稚園
- 束荷幼稚園
- 光照幼稚園

### 長門市
- あおい幼稚園
- 深川幼稚園

### 柳井市
- 柳井幼稚園
- 柳美幼稚園

### 美祢市
- 美祢幼稚園
- 伊佐中央幼稚園
- 於福幼稚園

### 周南市
- あおば幼稚園
- 大河内幼稚園
- 明照幼稚園
- 旭ヶ丘幼稚園
- 徳山めぐみ幼稚園
- 周南小さき花幼稚園
- 小さき花幼稚園
- 河原幼稚園
- 徳山中央幼稚園
- 愛光幼稚園
- 蓮生まこと幼稚園
- 南陽幼稚園
- 富田幼稚園

### 山陽小野田市
- るんびに幼稚園
- 第二るんびに幼稚園
- 小野田小百合幼稚園
- 高千帆小百合幼稚園
- 小野田めぐみ幼稚園
- 真珠幼稚園

### 玖珂郡
- 周東幼稚園
- 玖珂中央幼稚園

### 熊毛郡
- 麻郷幼稚園
- 田布施幼稚園